# 줄리엣 커스버트
줄리엣 커스버트(Juliet Cuthbert, 1964년 4월 9일 ~ )는 자메이카의 단거리달리기 선수로 100m와 200m에 전문적이었다.
세인트토머스구에서 태어난 커스버트는 모런트 베이 고등학교에서, 후에 미국으로 건너가 필라델피아의 올니 고등학교와 텍사스 대학교 오스틴에서 수학하였다.
1992년 바르셀로나 올림픽에 나가 100m와 200m에서 은메달을 땄다. 400m 릴레이 결승전에서는 두번째 주자로 달리면서 다리에 근육 부상을 당하여 경주에서 물러나고 말았다. 그해에 그녀는 "올해의 자메이카 스포츠우먼"으로 선정되었다.
4년 후, 애틀랜타 올림픽에서 커스버트는 미셸 프리먼, 니콜 미첼, 멀린 오티와 함께 400m 릴레이에서 3위를 하여 동메달을 따는 데 도움을 주었다.
자메이카 릴레이 팀과 함께 그녀는 세계 육상 선수권 대회에서 1개의 금메달(1991년), 2개의 은메달(1995년, 1997년)과 1개의 동메달(1983년)을 획득하였다.